# Bjärlanda
Bjärlanda är bebyggelse i Magra socken i Alingsås kommun. SCB avgränsar här en småort från 2023.